# Richilde Pedroni
Richilde (Richelda) Pedroni (Gonzaga?, XIII secolo – XIV secolo) è stata una nobile italiana, moglie di Antonio Corradi Gonzaga.

## Biografia
Figlia di Ugone de' Pedroni, era moglie di Antonio Corradi e contribuì, con le sue ricchezze, alla fortuna dei Gonzaga di Mantova.

Stemma primitivo della famiglia Corradi-Gonzaga sino al 1328

Nel 1287 iniziò l'ascesa della famiglia Corradi da Gonzaga sul quasi esclusivo possesso del territorio di Gonzaga, a spese dei monaci dell'abbazia di Polirone e coinvolgendo anche i beni della famiglia Pedroni, unica ereditiera della casa, che sarebbero poi passati ai Gonzaga.

## Discendenza
Richilde ed Antonio ebbero i seguenti figli:
- Bonaventura
- Giulio
- Guido (Corrado) (?-1318), fu padre di Ludovico I Gonzaga, primo capitano del popolo  di Mantova e fondatore della dinastia dei Gonzaga
- Bartolomeo
- Federico, canonico e delegato pontificio
- Alberto (1260-1321), vescovo di Ivrea[3]